# Артёмов, Митрофан Прохорович
Митрофан Прохорович Артёмов (1881, д. Бухловка, Калужская губерния — 26 февраля 1959, Москва) — советский партийный деятель, ответственный секретарь Калужского губернского комитета РКП(б) (1920—1924).

## Биография
Родился в семье крестьянина-бедняка. Работал в Москве в портняжной мастерской. В 1905 г. принимал участие в московском Декабрьском вооруженном восстании. 
В 1914 г. за революционную деятельность был выслан в Калугу, где вступил в местную организацию РСДРП. В 1916—1917 гг. находился в ссылке в Иркутской губернии.
В марте 1917 г. был избран в Совет рабочих депутатов Калуги. После июля — один из организаторов Красной гвардии.
С 1918 по 1924 г. занимал ответственные партийные и государственные должности в Калужской губернии:
- январь-март 1918 г. — член исполнительного комитета Калужского губернского Совета,
- 1918—1919 гг. — председатель исполнительного комитета Калужского губернского Совета,
- 1919—1920 гг. — председатель Калужского губернского комитета РКП(б),
- 1920—1924 гг. — ответственный секретарь Калужского губернского комитета РКП(б).

С 1925 г. на партийной, профсоюзной и хозяйственной работе в Москве. С середины 1930-х гг. на пенсии по состоянию здоровья (слабое зрение и слабый слух).
В августе 1941 г. вступил в народное ополчение, участвовал в обороне Москвы.
Делегат IX, XI и XII съездов РКП(б). На 8 и 9-м Всероссийских съездах Советов избирался членом ВЦИК, на 10 и 11-х съездах — кандидатом в члены ВЦИК. Также был членом ЦИК.

## Награды и звания
Награждён орденом Трудового Красного Знамени (1957).